# Joachim Kaiser

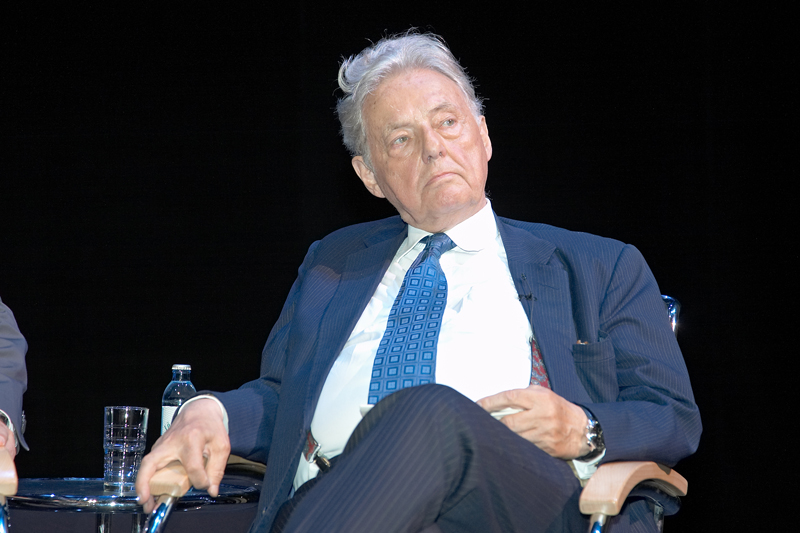
Joachim Kaiser (2007)

Joachim Kaiser (* 18. Dezember 1928 in Milken, Kreis Lötzen, Ostpreußen; † 11. Mai 2017 in München) war ein deutscher Musik-, Literatur- und Theaterkritiker. Seit 1959 arbeitete er als leitender Redakteur im Feuilleton der Süddeutschen Zeitung; von 1977 bis 1996 war er Professor für Musikgeschichte an der Hochschule für Musik und Darstellende Künste in Stuttgart.

## Leben
Joachim Kaiser wurde als Sohn des Landarztes Wilhelm Kaiser (1896–1971) und dessen Frau Charlotte, geb. Abramowski (1898–1962), in Milken geboren. Im Alter von acht Jahren begann er mit dem Klavierspiel. Das gemeinsame Musizieren mit seiner Familie zählte er später zu den glücklichsten Momenten in seinem Leben. Literatur und Musik begannen ihn früh zu interessieren. Nach der Flucht aus Ostpreußen zu Kriegsende besuchte er das Wilhelm-Gymnasium in Hamburg. Anschließend studierte er Musikwissenschaft, Germanistik, Philosophie und Soziologie in Göttingen, Frankfurt am Main und Tübingen. Zu seinen Kommilitonen gehörten die Musikwissenschaftler Carl Dahlhaus und Rudolf Stephan.
Im Juni 1951 begann er seine journalistische Laufbahn als Theater-, Literatur- und Musikkritiker. Den Weg dazu ebnete ihm die Besprechung einer Veröffentlichung von Theodor W. Adorno: Musik und Katastrophe. Über die „Philosophie der Neuen Musik“. Adorno empfahl Kaiser Alfred Andersch vom Hessischen Rundfunk, was wiederum die Frankfurter Hefte aufmerksam machte. Mathias Döpfner bezeichnete ihn als einen „der bekanntesten und erfolgreichsten Adorno-Schüler überhaupt“. Auf Einladung von Hans Werner Richter durfte Kaiser ab 1953 an Veranstaltungen der Gruppe 47 teilnehmen. 1958 wurde er in Germanistik an der Universität Tübingen über das Thema Franz Grillparzers dramatischer Stil promoviert. Auf Initiative des damaligen SZ-Journalisten Erich Kuby konnte Kaiser ab 1959 in der Kulturredaktion der Süddeutschen Zeitung arbeiten. Er war Mitglied in der Schriftstellervereinigung PEN-Zentrum Deutschland.
Kaiser zählte neben Marcel Reich-Ranicki zu den einflussreichsten Kritikern Deutschlands. Sein Buch Große Pianisten in unserer Zeit (1965) wurde gelegentlich als „Klavier-Michelin“ bezeichnet. Neben wegweisenden Pianisten wie Artur Rubinstein, Vladimir Horowitz, Glenn Gould, Swjatoslaw Richter oder Friedrich Gulda stellte er junge Interpreten vor und erläutert Entwicklungen in der Klavierkunst.
Kaiser fühlte sich in besonderer Weise dem Werk Richard Wagners verbunden und unterstützte und begleitete den Neubeginn der Bayreuther Festspiele im Jahre 1951 unter der Regie der Wagnerenkel Wieland und Wolfgang Wagner.
Joachim Kaiser war seit Dezember 1958 mit der Übersetzerin und Romanautorin Susanne Kaiser († 2007) verheiratet, mit der er zwei Kinder hatte: die Regisseurin Henriette Kaiser (* 30. Dezember 1961) und den Sportredakteur Philipp Kaiser (* 29. August 1963). Sein Domizil befand sich in München am Rande des Englischen Gartens.
2009 übergab er sein umfangreiches Privatarchiv dem Deutschen Literaturarchiv in Marbach am Neckar als Vorlass. Neben Briefen von Theodor W. Adorno und Alfred Andersch enthält es Korrespondenz mit Ingeborg Bachmann, Ernst Bloch und Heinrich Böll. Von Mai 2009 an beantwortete Kaiser in seiner Video-Kolumne Kaisers Klassik-Kunde auf der Website des SZ-Magazins wöchentlich Fragen der Leser. Infolge einer Erkrankung – Kaiser hatte einen Schlaganfall erlitten, der dazu führte, dass er nicht mehr schreiben konnte – musste er dies im Januar 2011 aufgeben. Die Reihe wurde seitdem nicht mehr fortgesetzt.

## Werke (Auswahl)
- Kleines Theatertagebuch. Rowohlt, Reinbek 1965 (mit Vorwort: Kritik als Beruf).
- Große Pianisten in unserer Zeit. Piper, München 1965; Neuausgabe 1996, ISBN 3-492-22376-1.
- Beethovens 32 Klaviersonaten und ihre Interpreten. S. Fischer, Frankfurt am Main 1975, ISBN 3-10-038601-9.
- Erlebte Musik. Von Bach bis Strawinsky. Hoffmann und Campe, Hamburg 1977, ISBN 3-455-08942-9.
- Erlebte Musik. Teil 2. Von Wagner bis Zimmermann. DTV, München 1982, ISBN 3-423-01787-2.
- Mein Name ist Sarastro. Die Gestalten in Mozarts Meisteropern von Alfonso bis Zerlina. Piper, München 1984, ISBN 3-492-02818-7.
- Wie ich sie sah … und wie sie waren – Zwölf kleine Porträts. List, München 1985, ISBN 3-471-77969-8.
- Erlebte Literatur. Deutsche Schriftsteller in unserer Zeit. Piper, München 1988, ISBN 3-492-03048-3.
- Leben mit Wagner. Knaus, München 1990; Neuausgabe: Siedler, München 2013, ISBN 978-3-8275-0028-1.
- „Vieles ist auf Erden zu thun.“ Imaginäre Gespräche (…). Piper, München 1991, ISBN 3-492-03490-X.
- Was mir wichtig ist. Deutsche Verlags-Anstalt, Stuttgart 1996, ISBN 3-421-05056-2.
- Kaisers Klassik. 100 Meisterwerke der Musik. Schneekluth, München 1997, ISBN 3-7951-1425-X.
- Kaisers Klassik. Da Capo. Schneekluth, München 1999, ISBN 3-7951-1732-1.
- Von Wagner bis Walser. Neues zu Literatur und Musik. Pendo, Zürich 1999, ISBN 3-85842-358-0.
- „Ich bin der letzte Mohikaner“. (Autobiografie, mit Henriette Kaiser). Ullstein, München 2008, ISBN 978-3-550-08697-7.

Werkverzeichnis
- Gesa Anssar, Gert Rabanus, Helmut Kreuzer: Kaiser-Verzeichnis. Allitera, München 2003, ISBN 3-86520-019-2.

### Vortragsreihen
Zu Kaisers langjähriger Vortragstätigkeit im Münchner Gasteig gehören seine ausführlichen Vortragsreihen zu bestimmten Künstlern und Kunstformen, vor allem zum Thema Musik:
- Über Ludwig van Beethoven in den 1970er Jahren; in München (Gymnasium Fürstenried, 60 Vorträge)
- Über Mozarts Opern; in den 1990er Jahren in Vaterstetten
- Über Richard Wagner; im Münchner Gasteig (Carl-Orff-Saal), von 1989 bis 11. Mai 1993 (63 Vorträge)
- Zum Thema Symphonie und Sonate zwischen Beethoven, Brahms und Mahler
- Das Geheimnis großer Streichquartette – Beethoven und Schubert als Schöpfer klassischer Kammermusikwerke; im Münchner Gasteig; die Reihe wurde in „Die grossen Spätwerke“ überführt, vom 18. September 2007 bis 16. November 2010.

Vom 11. Oktober 1994 bis 17. Juli 2007 gab Kaiser 206 Vorlesungen, insgesamt 322. Mit 170.000 Zuhörern sind Kaisers Vorträge die bislang erfolgreichste Veranstaltung der Münchner Volkshochschule.

### Rundfunkreihen
In wöchentlichen Rundfunksendungen (einstündig, zum Beispiel „Kaisers Corner“ in Bayern4-Klassik) befasste er sich beispielsweise ein halbes Jahr lang mit Chopin und ein ganzes Jahr mit „Beethoven – Werk und Wirkung“. Dazu kamen regelmäßige Wortsendungen, wie etwa „Kaisers Zeitschriftenschau“.

## Filme
- Der letzte Kaiser. Fernseh-Feature, 2008, 5:25 Min., Buch: Peter Gerhardt, Produktion: hr, ttt – titel, thesen, temperamente, Erstsendung: 16. November 2008.
- Musik im Fahrtwind. Dokumentarfilm, 2006, 87 Min., Buch und Regie: Henriette Kaiser, Produktion: Lemuel Film, Erstausstrahlung: 5. November 2006, BR
- Der Klassik-Kaiser. Dokumentarfilm, 1997, Buch und Regie: Eckhart Schmidt, Produktion: Raphaela Film GmbH
- Im Spielfilm Bruckners Entscheidung (1995) von Jan Schmidt-Garre spielte Kaiser Richard Wagner.

## Auszeichnungen
- 1966: Theodor-Wolff-Preis[11]
- 1993: Verdienstkreuz 1. Klasse der Bundesrepublik Deutschland
- 1993: Erstmals verliehener Ludwig-Börne-Preis
- 1997: Kultureller Ehrenpreis der Landeshauptstadt München
- 2001: Hildegard-von-Bingen-Preis für Publizistik
- 2004: Julius-Campe-Preis der Kritik
- 2009: Goldene Ehrenmünze der Landeshauptstadt München
- 2010: Theodor-Wolff-Preis, für sein Lebenswerk[12]
- 2013: Auszeichnung des Medium Magazins, für sein Lebenswerk[13]